# Joane Gadou
Joane Kouakou Gadou (Aubervilliers, 17 januari 2007) is een Frans voetballer die bij voorkeur als centrale verdediger speelt. Hij tekende in 2024 voor Red Bull Salzburg.

## Clubcarrière
Red Bull Salzburg betaalde op 3 september 2024 tien miljoen euro aan Paris Saint-Germain voor Gadou, die een vierjarig contract tekende. Op 28 september 2024 debuteerde hij in de Oostenrijkse Bundesliga tegen Austria Wien.